# Julia Costa
Julia Costa (* 15. April 1926 in Berlin; † 18. Juli 2011 am Bodensee) war eine deutsche Schauspielerin und Synchronsprecherin, die vor allem als Theaterdarstellerin bekannt wurde.

## Leben
Die spätere Staatsschauspielerin Costa absolvierte ihre Berufsausbildung bei Lilly Ackermann und debütierte 1943 als Bühnenschauspielerin in Koblenz. Eine erste größere Bekanntheit erreichte sie in den 1950er Jahren unter Gustav Rudolf Sellner am Landestheater Darmstadt. Hier spielte sie beispielsweise die Esmeralda in Tennessee Williams’ Camino Real, die Prinzessin in Frank Wedekinds König Nicolo oder So ist das Leben, die Philine in Artur Müllers Francois Cenodoxus und die Natascha in Erwin Piscators Bühnenbearbeitung von Leo Tolstois Krieg und Frieden. Mitte der 1950er Jahre wechselte sie an die Staatlichen Schauspielbühnen Berlin unter dem Intendanten Boleslaw Barlog. In Berlin begann sie 1956 ihre Karriere mit der Rolle der Lehrerin in der deutschen Uraufführung des Stückes Unter dem Milchwald von Dylan Thomas. Abermals unter der Regie Sellners spielte sie in William Shakespeares Maß für Maß, unter Leo Mittler in einer Inszenierung von Maxim Gorkis Nachtasyl sowie unter Boleslaw Barlog in John Osbornes Blick zurück im Zorn und Anton Tschechows Onkel Wanja.
Eine langjährige künstlerische Heimat fand Costa schließlich 1959 am Württembergischen Staatstheater Stuttgart, dessen Ensemble sie über vierzig Jahre lang angehörte. Hier war sie u. a. in Siegfried Bührs Inszenierung des Musicals Linie 1, als Kata in Henning Bocks Aufführung von Die rote Zora und ihre Bande sowie in der deutschen Erstaufführung von Gert Jonkes Insektarium.
Daneben war Costa umfangreich als Sprecherin für den Hörfunk tätig. Sie sprach zahlreiche klassische Bühnenrollen für Hörspieladaptionen wie die Beatrice in Shakespeares Viel Lärm um nichts, die Leni in Franz Kafkas Prozeß, die Edna in Fred von Hoerschelmanns Schiff Esperanza, die Natascha in Tschechowa Drei Schwestern und gehörte als Helga Schneider zum Ensemble der dritten Staffel um die hessische Hörfunk-Familie Hesselbach. Darüber hinaus lieh sie als Synchronsprecherin ihre Stimme unter anderem Jean Seberg in Bonjour Tristesse, Diane Varsi in Der Zwang zum Bösen und Joanne Woodward in Fenster ohne Vorhang.
In Film- und Fernseh-Produktionen war Costa selten zu sehen. Hier war sie vor allem in den 1960er Jahren in Fernsehadaptionen literarischer Werke und Bühnenvorlagen zu sehen wie in Anton Tschechows Drei Schwestern unter der Regie von Rudolf Noelte, Isaak Babels Marija unter der Regie von Peter Palitzsch sowie in der Titelrolle von Goethes Stella unter der Regie von Heinz Schirk.

## Werk

### Filmographie (Auswahl)
- 1966: Drei Schwestern
- 1966: Stella
- 1969: Marija

### Hörspiele (Auswahl)
- 1953: Unter der grünen Erde
- 1960: Der Prozeß (SDR)
- 1961: Die letzten Tage von Lissabon (SDR)
- 1961: Die Stimme aus dem Grab (SDR)
- 1961: Hesselbach GmbH (HR)
- 1961: Dunkle Erbschaft, tiefer Bayou
- 1962: Der Fall Greenfield (SDR)
- 1962: Knöpfe (NDR, nach Ilse Aichinger)
- 1962: Ein gestrenger Herr (SWF, nach Ingmar Bergman)
- 1964: Viel Lärm um Nichts (SDR)
- 1964: Das Schiff Esperanza (1964)
- 1967: Gefährliche Flitterwochen (SDR)
- 1969: Der Apollo von Bellac (SDR)
- 1971: Drei Schwestern (BR)
- 1978: Rückreise (nach Dylan Thomas)
- 1979: Bild der Unschuld (SDR)